# Endre Blindheim
Endre Ivar Blindheim (5 aprile 1947) è un allenatore di calcio ed ex calciatore norvegese, di ruolo attaccante.

## Carriera

### Giocatore

#### Club
Blindheim vestì la maglia del Brann dal 1969 al 1971 e dal 1973 al 1976, totalizzando complessivamente 115 presenze e 53 reti. In squadra, vinse la Coppa di Norvegia 1976. Nel 1972, giocò per lo Skeid.

### Allenatore
Fu allenatore del Brann dal 1984 al 1985.

## Palmarès

### Giocatore

#### Club

##### Competizioni nazionali
- Coppa di Norvegia: 1

Brann: 1976